# Dankov
Dankov in russo Данков? è una città della Russia europea sudoccidentale (oblast' di Lipeck), situata nel Rialto centrale russo, sul fiume Don, 86 chilometri a nordovest del capoluogo Lipeck: è il centro amministrativo del distretto omonimo.

## Società

### Evoluzione demografica
Fonte: mojgorod.ru
- 1897: 9.100
- 1959: 12.700
- 1970: 20.000
- 1989: 24.700
- 2007: 22.300